# 同江鉄路大橋
同江鉄路大橋（どうこうてつろだいきょう、ロシア語: Железнодорожный мост Тунцзян-Нижнеленинское）は、中華人民共和国黒竜江省ジャムス市同江市とロシア連邦ユダヤ自治州レニンスコエ地区ニジュネレニンスコエの間の鉄道橋梁である。中露国境のアムール川（黒竜江）に架かる初の鉄道橋である。

## 概況
2007年にユダヤ自治州の副知事であるヴァレリー・グレヴィッチの提案によって始まる。
2008年11月に中露両国の首脳が第十三次定期会議でアムール川に鉄道橋を建設する計画に合意した。中国政府とロシア連邦政府が共同で建設・使用・管理・維持を行い、中国の黒竜江省同江市とロシアのユダヤ自治州ニジュネレニンスコエを結ぶ鉄橋を建設するという内容である。完成すればシベリア鉄道（レニンスキー支線）と向哈線（同江地方線）が接続され、黒竜江省で2つ目の国境を跨ぐ鉄道になる。
2009年9月23日に胡錦濤国家主席（総書記）とメドベージェフ大統領が正式に批准した。同江市、黒河市、漠河県（洛古河）から合わせて4本の橋を建設する計画である。2013年時点でユダヤ自治州は貿易で9割超も中国に依存している地域であり、極東ロシアとの間の運輸距離を1,700km縮小して相互の貿易の利便を図る狙いがあった。2014年に建設が開始され、全長2,215mのうち1,886mを中国側は2016年7月に完成させ、同年12月からロシア側も着工を開始し、2019年3月に残り329mを完成し、同年11月には同時に合意されていた黒河・ブラゴヴェシチェンスク大橋も完成した。